# Velventos
Velventos (in greco Βελβεντός?) è un ex comune della Grecia nella periferia della Macedonia occidentale di 3.754 abitanti secondo i dati del censimento 2001.
È stato soppresso a seguito della riforma amministrativa, detta Programma Callicrate, in vigore dal gennaio 2011 ed è ora compreso nel comune di Velventos-Servia.

## Località
Velventos è suddivisa nelle seguenti comunità (i nomi dei villaggi tra parentesi):
- Velventos (Velventos, Palaiogratsano)
- Agia Kyriaki
- Katafygi
- Polyfytos